# 田德诚
田德诚（1930年—2017年1月24日），男，湖北汉川人，中国凝聚态物理学家，曾任武汉大学物理系主任、教授、博士生导师。